# Estación Yeruá
Estación Yeruá est une localité rurale argentine située dans le département de Concordia et dans la province d'Entre Ríos.

## Démographie
La population de la ville, c'est-à-dire à l'exclusion de la zone rurale, était de 212 habitants en 1991 et de 333 en 2001. La population de la juridiction du conseil d'administration était de 677 habitants en 2001.